# Giro di Polonia 2019
Il Giro di Polonia 2019, settantaseiesima edizione della corsa, valido come ventinovesima prova dell'UCI World Tour 2019 categoria 2.UWT, si è svolto in sette tappe dal 3 al 9 agosto 2019 su un percorso di 1 036,3 km, con partenza da Cracovia e arrivo a Bukowina Tatrzańska, in Polonia. La vittoria è stata appannaggio del russo Pavel Sivakov, che ha completato il percorso in 26h20'58" alla media di 39,325 km/h, precedendo l'australiano Jai Hindley e l'italiano Diego Ulissi.
Al traguardo di Bukowina Tatrzańska 110 ciclisti, dei 153 partiti da Cracovia, hanno portato a termine la competizione.

## Tappe
| Tappa  | Data     | Percorso                                  | km      | Vincitore di tappa | Leader cl. generale |
| ------ | -------- | ----------------------------------------- | ------- | ------------------ | ------------------- |
| 1ª     | 3 agosto | Cracovia > Cracovia                       | 132,3   | Pascal Ackermann   | Pascal Ackermann    |
| 2ª     | 4 agosto | Tarnowskie Góry > Katowice                | 152,7   | Luka Mezgec        | Pascal Ackermann    |
| 3ª     | 5 agosto | Chorzów > Zabrze                          | 150,5   | Pascal Ackermann   | Pascal Ackermann    |
| 4ª     | 6 agosto | Jaworzno > Kocierz                        | 133,7   | neutralizzata      | Pascal Ackermann    |
| 5ª     | 7 agosto | Kopalnia Soli Wieliczka > Bielsko-Biała   | 153,8   | Luka Mezgec        | Pascal Ackermann    |
| 6ª     | 8 agosto | Zakopane > Kościelisko                    | 160     | Jonas Vingegaard   | Jonas Vingegaard    |
| 7ª     | 9 agosto | Bukowina Tatrzańska > Bukowina Tatrzańska | 153,3   | Matej Mohorič      | Pavel Sivakov       |
| Totale | Totale   | Totale                                    | 1 036,3 |                    |                     |

## Squadre e corridori partecipanti
| N.      | Cod. | Squadra               |
| ------- | ---- | --------------------- |
| 1-7     | INS  | Team Ineos            |
| 11-17   | DQT  | Deceuninck-Quick-Step |
| 21-27   | BOH  | Bora-Hansgrohe        |
| 31-37   | TJV  | Team Jumbo-Visma      |
| 41-47   | AST  | Astana Pro Team       |
| 51-57   | UAD  | UAE Team Emirates     |
| 61-67   | MOV  | Movistar Team         |
| 71-77   | TBM  | Bahrain-Merida        |
| 81-87   | GFC  | Groupama-FDJ          |
| 91-97   | SUN  | Team Sunweb           |
| 101-107 | MTS  | Mitchelton-Scott      |

| N.      | Cod. | Squadra                    |
| ------- | ---- | -------------------------- |
| 111-117 | EF1  | EF Education First         |
| 121-127 | TFS  | Trek-Segafredo             |
| 131-137 | ALM  | AG2R La Mondiale           |
| 141-147 | LTS  | Lotto Soudal               |
| 151-157 | CPT  | CCC Team                   |
| 161-167 | TKA  | Team Katusha Alpecin       |
| 171-177 | TDD  | Team Dimension Data        |
| 181-187 | POL  | Polonia                    |
| 191-197 | COF  | Cofidis, Solutions Crédits |
| 201-207 | GAZ  | Gazprom-RusVelo            |
| 211-217 | TNN  | Team Novo Nordisk          |

## Dettagli delle tappe

### 1ª tappa
- 3 agosto: Cracovia > Cracovia – 132,3 km

Risultati
| Pos. | Corridore        | Squadra    | Tempo    |
| ---- | ---------------- | ---------- | -------- |
| 1    | Pascal Ackermann | Bora       | 2h57'58" |
| 2    | Fernando Gaviria | UAE        | s.t.     |
| 3    | Fabio Jakobsen   | Deceuninck | s.t.     |

| Pos. | Corridore        | Squadra | Tempo    |
| ---- | ---------------- | ------- | -------- |
| 1    | Pascal Ackermann | Bora    | 2h57'48" |
| 2    | Jakub Kaczmarek  | Polonia | a 3"     |
| 3    | Fernando Gaviria | UAE     | a 4"     |

### 2ª tappa
- 4 agosto: Tarnowskie Góry > Katowice – 152,7 km

Risultati
| Pos. | Corridore        | Squadra    | Tempo    |
| ---- | ---------------- | ---------- | -------- |
| 1    | Luka Mezgec      | Mitchelton | 3h32'42" |
| 2    | Fernando Gaviria | UAE        | s.t.     |
| 3    | Pascal Ackermann | Bora       | s.t.     |

| Pos. | Corridore        | Squadra      | Tempo    |
| ---- | ---------------- | ------------ | -------- |
| 1    | Pascal Ackermann | Bora         | 6h30'26" |
| 2    | Charles Planet   | Novo Nordisk | a 1"     |
| 3    | Fernando Gaviria | UAE          | a 2"     |

### 3ª tappa
- 5 agosto: Chorzów > Zabrze – 150,5 km

Risultati
| Pos. | Corridore        | Squadra | Tempo    |
| ---- | ---------------- | ------- | -------- |
| 1    | Pascal Ackermann | Bora    | 3h29'41" |
| 2    | Danny van Poppel | Jumbo   | s.t.     |
| 3    | Mads Pedersen    | Trek    | s.t.     |

| Pos. | Corridore        | Squadra    | Tempo    |
| ---- | ---------------- | ---------- | -------- |
| 1    | Pascal Ackermann | Bora       | 9h59'57" |
| 2    | Fernando Gaviria | UAE        | a 12"    |
| 3    | Luka Mezgec      | Mitchelton | a 14"    |

### 4ª tappa
- 6 agosto: Jaworzno > Kocierz – 133,7 km[1]

Risultati
| Pos. | Corridore | Squadra | Tempo |
| ---- | --------- | ------- | ----- |
| -    |           |         |       |

| Pos. | Corridore        | Squadra    | Tempo    |
| ---- | ---------------- | ---------- | -------- |
| 1    | Pascal Ackermann | Bora       | 9h59'57" |
| 2    | Fernando Gaviria | UAE        | a 12"    |
| 3    | Luka Mezgec      | Mitchelton | a 14"    |

### 5ª tappa
- 7 agosto: Kopalnia Soli Wieliczka > Bielsko-Biała – 153,8 km

Risultati
| Pos. | Corridore     | Squadra    | Tempo    |
| ---- | ------------- | ---------- | -------- |
| 1    | Luka Mezgec   | Mitchelton | 3h49'55" |
| 2    | Eduard Prades | Movistar   | s.t.     |
| 3    | Ben Swift     | Ineos      | s.t.     |

| Pos. | Corridore        | Squadra    | Tempo     |
| ---- | ---------------- | ---------- | --------- |
| 1    | Pascal Ackermann | Bora       | 18h06'40" |
| 2    | Luka Mezgec      | Mitchelton | a 4"      |
| 3    | Ben Swift        | Ineos      | a 16"     |

### 6ª tappa
- 8 agosto: Zakopane > Kościelisko – 160 km

Risultati
| Pos. | Corridore        | Squadra | Tempo    |
| ---- | ---------------- | ------- | -------- |
| 1    | Jonas Vingegaard | Jumbo   | 4h07'13" |
| 2    | Pavel Sivakov    | Ineos   | s.t.     |
| 3    | Jai Hindley      | Sunweb  | s.t.     |

| Pos. | Corridore        | Squadra | Tempo     |
| ---- | ---------------- | ------- | --------- |
| 1    | Jonas Vingegaard | Jumbo   | 22h13'57" |
| 2    | Pavel Sivakov    | Ineos   | a 4"      |
| 3    | Jai Hindley      | Sunweb  | a 6"      |

### 7ª tappa
- 9 agosto: Bukowina Resort > Bukowina Tatrzańska – 153,3 km

Risultati
| Pos. | Corridore          | Squadra      | Tempo    |
| ---- | ------------------ | ------------ | -------- |
| 1    | Matej Mohorič      | Bahrain-Mer. | 4h04'42" |
| 2    | Neilson Powless    | Jumbo        | a 55"    |
| 3    | Gianluca Brambilla | Trek         | a 1'07"  |

| Pos. | Corridore     | Squadra | Tempo     |
| ---- | ------------- | ------- | --------- |
| 1    | Pavel Sivakov | Ineos   | 26h20'58" |
| 2    | Jai Hindley   | Sunweb  | a 2"      |
| 3    | Diego Ulissi  | UAE     | a 12"     |

## Evoluzione delle classifiche
| Tappa              | Vincitore          | Classifica generale Maglia gialla | Classifica a punti Maglia bianca | Classifica scalatori Maglia fucsia | Classifica sprint intermedi Maglia blu | Classifica a squadre |
| ------------------ | ------------------ | --------------------------------- | -------------------------------- | ---------------------------------- | -------------------------------------- | -------------------- |
| 1ª                 | Pascal Ackermann   | Pascal Ackermann                  | Pascal Ackermann                 | Charles Planet                     | Jakub Kaczmarek                        | UAE Team Emirates    |
| 2ª                 | Luka Mezgec        | Pascal Ackermann                  | Pascal Ackermann                 | Charles Planet                     | Charles Planet                         | Bora-Hansgrohe       |
| 3ª                 | Pascal Ackermann   | Pascal Ackermann                  | Pascal Ackermann                 | Charles Planet                     | Charles Planet                         | Bora-Hansgrohe       |
| 4ª                 | neutralizzata      | Pascal Ackermann                  | Pascal Ackermann                 | Charles Planet                     | Charles Planet                         | Bora-Hansgrohe       |
| 5ª                 | Luka Mezgec        | Pascal Ackermann                  | Pascal Ackermann                 | Rodrigo Contreras                  | Charles Planet                         | Bora-Hansgrohe       |
| 6ª                 | Jonas Vingegaard   | Jonas Vingegaard                  | Marc Sarreau                     | Tomasz Marczyński                  | Charles Planet                         | Team Ineos           |
| 7ª                 | Matej Mohorič      | Pavel Sivakov                     | Marc Sarreau                     | Simon Geschke                      | Charles Planet                         | Team Ineos           |
| Classifiche finali | Classifiche finali | Pavel Sivakov                     | Marc Sarreau                     | Simon Geschke                      | Charles Planet                         | Team Ineos           |

## Classifiche finali

### Classifica generale - Maglia gialla
| Pos. | Corridore          | Squadra     | Tempo     |
| ---- | ------------------ | ----------- | --------- |
| 1    | Pavel Sivakov      | Ineos       | 26h20'58" |
| 2    | Jai Hindley        | Sunweb      | a 2"      |
| 3    | Diego Ulissi       | UAE         | a 12"     |
| 4    | Sergio Higuita     | Educ. First | a 14"     |
| 5    | Tao Geoghegan Hart | Ineos       | s.t.      |
| 6    | Pierre Latour      | AG2R        | a 15"     |
| 7    | Davide Formolo     | Bora        | a 16"     |
| 8    | Chris Hamilton     | Sunweb      | s.t.      |
| 9    | Rafał Majka        | Bora        | s.t.      |
| 10   | James Knox         | Deceuninck  | s.t.      |

### Classifica a punti - Maglia bianca
| Pos. | Corridore        | Squadra      | Punti |
| ---- | ---------------- | ------------ | ----- |
| 1    | Marc Sarreau     | Groupama     | 53    |
| 2    | Fernando Gaviria | UAE          | 50    |
| 3    | Pierre Latour    | AG2R         | 44    |
| 4    | Matej Mohorič    | Bahrain-Mer. | 43    |
| 5    | John Degenkolb   | Trek         | 39    |

### Classifica scalatori - Maglia fucsia
| Pos. | Corridore          | Squadra      | Punti |
| ---- | ------------------ | ------------ | ----- |
| 1    | Simon Geschke      | CCC          | 60    |
| 2    | Tomasz Marczyński  | Lotto        | 57    |
| 3    | Matej Mohorič      | Bahrain-Mer. | 35    |
| 4    | Carl Fredrik Hagen | Lotto        | 31    |
| 5    | Geoffrey Bouchard  | AG2R         | 22    |

### Classifica sprint intermedi - Maglia blu
| Pos. | Corridore          | Squadra      | Punti |
| ---- | ------------------ | ------------ | ----- |
| 1    | Charles Planet     | Novo Nordisk | 19    |
| 2    | Matej Mohorič      | Bahrain-Mer. | 15    |
| 3    | Petr Vakoč         | Deceuninck   | 7     |
| 4    | Diego Ulissi       | UAE          | 4     |
| 5    | Carl Fredrik Hagen | Lotto        | 4     |

### Classifica a squadre
| Pos. | Squadra          | Tempo     |
| ---- | ---------------- | --------- |
| 1    | Team Ineos       | 79h07'11" |
| 2    | Team Sunweb      | a 11"     |
| 3    | Mitchelton-Scott | a 4'09"   |
| 4    | Team Jumbo-Visma | a 10'59"  |
| 5    | Bora-Hansgrohe   | a 11'10"  |